# جميل جيجك
جميل جيجك (بالتركية: Cemil Çiçek) ولد في (15 نوفمبر 1946 بـ يوزغات,تركيا) هو سياسي تركي عضو حزب العدالة والتنمية، كان الرئيس الخامس والعشرون للبرلمان التركي للفترة من 4 يوليو 2011 وحتى 23 يونيو 2015 ، شغل سابقا منصب نائب رئيس وزراء تركيا. وكان قبلها وزير العدل والمتحدث باسم الحكومة التركية.

## نشأته
ولد يوم 15 نوفمبر1946 في يوزغات، تركيا. وتخرج في كلية الحقوق بجامعة اسطنبول. انضم في عام 1983 إلى حزب الوطن. أصبح نائب حزب الوطن عن يوزغات، وفي أواخر1980 كان وزيرا للأسرة. وأشتهر بالآراء المحافظة بشأن مسائل الزواج.

## حياته السياسية
أصبح وزير الطاقة والموارد الطبيعية في عام 1997 لكنه طرد من حزب الوطن عام 1997 وانضم إلى حزب الفضيلة الاسلامي، و لاحقا انضم إلى حزب العدالة والتنمية. كان وزير العدل في الفترة(2003-2007)، وهو واحد من الشخصيات البارزة في حزب العدالة والتنمية، ويعتقد أنه كان مقبولا من الجيش التركي. كانت له ردود أفعال تجاه:
- تفجيرات إسطنبول 2003
- الإفراج عن النائب السابق ليلى زانا من السجن،
- المحاكمات لعدد من ضباط الشرطة المتهمين بتعذيب السجناء.